# Берестовські (герб Стремено)
Берестовські (лит. Bžostovskiai) — шляхетський рід герба Стремено часів Речі Посполитої, з якого походили багато найвищих державних діячів Великого князівства Литовського. Мали маєтки в районі містечка Михайлішки (Mikailiškės), а також багато інших земель в Білорусі, Україні та Литві. У XVI—XIX століттях відігравав значну роль у державному, релігійному та суспільному житті Речі Посполитої та Великого князівства Литовського. З 1798 року рід отримав графську гідність. 

## Історія
Давній шляхетський рід Берестовських (в литовській транскрипції Bžostovskiai, в польській - Brzostowscy) походили з Берестейщини.
Вперше представники роду стають відомі на території Великого князівства Литовського на початку XVII ст. 28 червня 1604 року Іван Берестовський придбав маєток у Михайлішках Віленського повіту, нині Островецького району Гродненської області Білорусі.
Протягом XVI-XIX століть представники роду відігравали значну роль у державному, громадському, релігійному житті білоруських, українських, литовських і польських земель. 
Одна з гілок роду отримала графський титул. 5 червня 1798 року Олександр Берестовський, каштелян Мазовецький та кавалер ордену Білого орла, був зведений королем Прусським Фрідріхом Вільгельмом III, разом із Павлом Ксаверієм Берестовським, у графську гідність. Графський титул цієї гілки Берестовських був підтверджений 1846 року і в Російській імперії. 

## Представники
Різні роди, що носили прізвище Берестовські, відносились у Речі Посполитій до шляхетських гербів: Беліна, Бонча І, Берестовські, Холева, Яструбець, Костеша, Новина, Полукозиць, Сліповрон, Стремено.
Гілка Берестовських гербу Стеремно походить від Іван Берестовського, батьками якого були Кшиштоф Берестовський та Роксолана Туравська.
1. Іван Берестовський (? — 1638) — фундатор церкви і монастиря в Михайлішках.
  1. Кипріян Павло (1612 — 8.6.1688). Кашталян Троцький у 1681-1684, Троцький намісник з 1684;
    1. Емануїл (?—1689). Писар Великий Литовський з 1683.
    2. Костянтин Казимир (1644—1722), Віленський канонік з 1661.
    3. Ян Владислав (1646—1710), Єпископ Смоленський (1685–1687) та Віленський (1687–1722).
      1. Костянтин Бенедикт (?—1722), Писар Великий Литовський 1705—1707 i 1711—1715.
        1. Михайло (1722—1784), Писар Великий Литовський 1758—1762.
        2. Адам (1722—1790), Маршалок Трибуналу ВКЛ у 1758. Кашталян Полоцький у 1758—1776.
          1. Олександр (?—1820), син Адама. Кашталян Мазовецький з 1790. Посол на сеймах 1776, 1788—1792.
          2. Михайло (?—1800), син Адама. Староста Пинський. Посол на сеймах 1782,1784.
          3. Ксаверій, син Адама. Староста Давговський, масон.

      2. Йосип (?— 1745), син Яна Владислава. Писар Великий Литовський з 1715.
        1. Станіслав (1733—1769), син Йосипа. Воєвода Лінфлянський з 1767.
          1. Михайло Єроним (1762—1806), син Станіслава. Староста Мінський з 1787. Посол на сеймі 1788—1792.
            1. Кароль (1795-1854) - політичний і соціальний новатор, творець "Штабинської республіки".

        2. Павло Ксаверій (1739—1827), син Йосипа. Канонік Віленський, Великий писар Литовський у 1762—1774.
        3. Роберт (1748—1795), син Йосипа. Великий чашник Литовський у 1787—1791.
          1. Август (1768—?), син Роберта. Діяч часів Розділів Речі Посполитої.

    4. Антоній (1666—1718), син Киприяна Павла. ректор Минського єзуїтського колегіуму в 1714—1717.

Також відомий Ігнатій Берестовський (1823—1875), учасник повстання 1863—1864 в Україні та Білорусії. Голова палати кримінального суду у Могильові. У травні 1862 р. брав участь у з'їзді «білих» у Вільно як представник Могилівської губернії. Поширював серед селян літературу білоруською та польською мовами. У червні 1864 р. засланий до Єнісейської губернії, там і помер.